# Milt Dunnell
Milt Dunnell (Ontario, Canadá, 24 de diciembre de 1905 - íd., 3 de enero de 2008) fue un periodista deportivo que trabajó en el conocido periódico canadiense Toronto Star.
Dunnell entró en el periodismo en la década de 1920 con el "Stratford Beacon Herald", para más tarde convertirse en editor de los deportes. Se incorporó a la estrella como un "sportswriter" en 1942, convirtiéndose en editor de deportes en 1949. Escribió sobre casi todos los deportes durante su carrera, que duró más de cincuenta años, aunque su productividad se redujo ligeramente en los años posteriores. En la década de 1990, llegó a escribir casi tres columnas por semana hasta la edad de 94 años. Después pasó retirado 8 años y falleció el 3 de enero del 2008 a los 102 años recién cumplidos.